# Lê Trọng Tấn
Lê Trọng Tấn (Hà Đông, 3 ottobre 1914 – Hanoi, 5 dicembre 1986) è stato un generale e politico vietnamita.

## Biografia
Lê Trọng Tấn comincio la sua militanza nei Viet Minh durante la Rivoluzione di agosto del 1945. In breve tempo divenne una delle figure più importanti dell'Esercito Popolare Vietnamita durante la Guerra del Vietnam. Fu vice-comandante supremo dei Vietcong e secondo comandante in capo nordvietnamita durante la Campagna di Ho Chi Minh che mise fine alla guerra. In seguito, divenne capo dello staff generale dell'Esercito Popolare Vietnamita e  vice-ministro della difesa fino alla sua morte nel dicembre 1986. Lê Trọng Tấn fu apprezzato da quasi tutti i suoi commiltoni incluso il generale Võ Nguyên Giáp come uno dei migliori comandanti dell'Esercito Popolare Vietnamita.